# Кусенко, Владимир Григорьевич
Влади́мир Григо́рьевич Кусе́нко (1935—2013) — советский, российский архитектор, Заслуженный архитектор РСФСР (1980), Лауреат премии Совета Министров СССР (1972). Соавтор Генерального плана Свердловска.

## Биография
Родился в многодетной семье в Свердловске, был младшим из 3-х братьев. Отец — работник обкома, мать — учительница.
Закончил УПИ им С. М. Кирова, стройфак, архитектурное отделение (1959 год).
С 1963 года — член Свердловского отделения Союза архитекторов, в 1973—1978 и 1991—1995 — член правления Свердловского отделения Союза архитекторов. 1978—1981 — Председатель правления Свердловского отделения Союза архитекторов. В 1986—1991 — член центрального правления Союза архитекторов СССР. Делегат VI и VII съездов Союза архитекторов СССР. В 1975, 1980 — делегат учредительного и IV съездов СА России, 1981, 1996 — участник XIV конгресса МСА в Варшаве, 1981 — Председатель зонального правления.
Заслуженный архитектор РСФСР (1980), Лауреат премии Совета Министров СССР (1972).
Места работы: институт «Свердловскгражданпроект» (1959—1990), прошел путь от старшего архитектора до главного архитектора института. Институт «Екатеринбургпроект», главный архитектор института с 1990 года.
Основные проекты: застройка микрорайонов Юго-Западного жилого района Екатеринбурга, жилого района ВИЗ-Правобережный в Екатеринбурге; комплекс жилых домов и объектов обслуживания на Привокзальной площади г. Свердловска (1969); станция метрополитена «Площадь 1905 г.» (в составе авторского коллектива) (1979 г.); гостиница высшего разряда по ул. Куйбышева; торговый центр по ул. Малышева; Дворец культуры имени 50-летия Октября (в соавторстве с Пермяковым В. В.) в микрорайоне Химмаш по заказу СвердНИИхиммаш; первый офисный центр Екатеринбурга — Международный деловой центр «Микрон» (2003).
Конкурсные работы: станция Свердловского метрополитена «Площадь 1905 г.», соавторы Заславский А. Е., Дёминцев В. П., Трефилов В. А. (1987); международный конкурс на застройку района «Tete la Defance» в Париже, в составе авторского коллектива (1982); ПДП и эскиз застройки центральной части г. Свердловска, в составе авторского коллектива. Соавтор Генерального плана Свердловска.
Обладатель титула чемпиона мира среди архитекторов по горным лыжам.
Скончался 18 июля 2013 года в Екатеринбурге. Похоронен на Сибирском кладбище.